# Algegift
Algegifte  eller algetoxiner er giftstoffer som visse alger danner. De dannes af blågrønalger, furealger og visse andre mikroalger, der kan være en sundhedsrisiko for mennesker og dyr, både gennem fødekæden, ved opblomstring af algevækst i badevandet og gennem overfladevand, der bliver brugt som drikkevand. Igennem fødekæden kan de toksin-producerende alger forgifte muslinger og være årsag til skaldyrsforgiftning.
Algetoksiner omtales også som phycotoksiner og cyanotoksiner.

## Toksinernes kemi
Algetoksinerne inddeles normalt i tre til fire hovedgrupper. Dertil kommer en overlappende gruppe benævnt cyanotoksiner. Forskellige kemiske strukturer er repræsenteret og giftene har navn efter den sygdom, de fremkalder, eller efter algen, der producerer giftstoffet.
- DSP-toksiner (Diarrhetic Shellfish Poisoning toxin) er en diarréfremkaldende gift. DSP-toksinerne er enzymhæmmere og nedbryder bl.a. tarmepithelet. De bedst kendte toksiner er okadainsyre og dinophysistoksin-1.
- PSP-toksiner (Paralytic Shellfish Poisoning toxin) og NSP-toksin (Neurolytic Shellfish Poisoning toxin) er nervegifte, der hæmmer impulsoverførslen mellem nerveceller og muskelceller ved at hæmme natriumpumpen. Der kendes 20 forskellige  forbindelser, bl.a. den meget giftige forbindelse saxitoksin, STX. Andre nervetoksiner er anatoksin-a, homoanatoksin-a og anatoksin-a(s).
- ASP-gift (Amnesic Shellfish Poisoning toxin) kan skade hjernecellerne og give varigt hukommelsestab.
- CFP-toksin (Ciguatera Fish Poisoning) også kaldet CTX, ciguatera-toksin, ciguatoksin eller maitotoxin MTX.

- Cyanotoxiner. Cyanobakterier omtales populært - og fejlagtigt - som (blågrøn-)alger, men alligevel nævnes cyanotoxinerne her. Cyanotoksiner kan være levertoksiner (microcystiner, nodularin, cylindrospermopsin), nervetoksiner (anatoksin-a, homoanatoksin-a, anatoksin-a(s)), dermatotoksiner (aplysiatoksin m.fl.) og LPS (endotoxin, lipopolysaccharid).

## Eksterne links og henvisninger
1. ↑  Giftige alger og algeopblomstringer. TEMA
2. ↑  Håndbog om giftige alger i badevand. Miljøstyrelsen
3. ↑  "alger i badevandet. Naturstyrelsen". Arkiveret fra originalen 18. januar 2014. Hentet 16. januar 2014.
4. ↑  Blåmuslingeforgiftning. Patienthåndbogen